# Xã Mekinock, Quận Grand Forks, Bắc Dakota
Xã Mekinock (tiếng Anh: Mekinock Township) là một xã thuộc quận Grand Forks, tiểu bang Bắc Dakota, Hoa Kỳ. Năm 2010, dân số của xã này là 2.535 người.